# Iwaniwka (rejon koriukowski)
Iwaniwka (ukr. Іванівка) – wieś na Ukrainie, w obwodzie czernihowskim, w rejonie koriukowskim, w hromadzie Snowśk. W 2001 liczyła 224 mieszkańców, wśród których 219 wskazało jako ojczysty język ukraiński, a 5 rosyjski.